# Luz Odilia Font
Luz Odilia Font (de soltera Luz Odilia Arocho; San Sebastián, 11 de noviembre de 1929-Guaynabo, 9 de febrero de 2022) fue una actriz puertorriqueña. Es recordada por su papel de Clara en la producción cinematográfica puertorriqueña de 2013, Los condenados.

## Biografía
Nacida en San Sebastián, hija de una trabajadora social, disfrutó de la música desde muy pequeña. A los nueve años, comenzó una formación formal en música tomando clases de música. Posteriormente su familia se mudó al barrio San Juan de Santurce, donde fueron vecinos de Manuel Méndez Ballester, un dramaturgo muy conocido de la época. Ballester la descubrió y la invitó a un programa de radio que producía en ese momento, llamado La escuela del aire.
Finalmente se graduó de la Universidad de Puerto Rico con un título asociado, con la esperanza de seguir con un título en psicología. Antes de que eso pudiera suceder, conoció a su futuro marido, Luis Alberto Font. Cuando la pareja se casó, tomó el apellido de su esposo, una práctica que todavía es muy poco común, al 2024, en Puerto Rico y el resto de América Latina.
Se mudó a Estados Unidos pero su estancia en su nuevo país no duró mucho. Ella estaba embarazada mientras visitaba Puerto Rico. Después de dar a luz, decidió quedarse en su país natal y darle una oportunidad a la actuación como carrera. Poco después, consiguió su primer trabajo como actriz de televisión, cuando Telemundo Puerto Rico, entonces más conocido como «Canal 2», la contrató para un programa bimensual llamado Drama Antizime (nombrado, por razones promocionales, en honor a una marca local de enjuague bucal; el programa luego se llamó, también por razones promocionales, Drama Malta India en honor a una malta local sin alcohol).
Hizo su debut en telenovela en un programa dramático de 1958 llamado Retorno al pasado. Para 1961, sus servicios como actriz fueron tan solicitados que tuvo un contrato único que le permitió trabajar para las dos principales estaciones de televisión de Puerto Rico, Telemundo Puerto Rico y WAPA-TV, al mismo tiempo. Mientras estuvo en Telemundo Puerto Rico actuó en Pueblo, mientras protagonizó Bendita eres tú de WAPA-TV. Posteriormente protagonizó otras telenovelas como Justicia, El perdón de los pecados, Maria Merce la mulata y el éxito mayor puertorriqueño, Entre monte y cielo.
Su carrera como actriz de teatro despegó casi al mismo tiempo que Entre monte y cielo salía al aire. Actuó en obras de Myrna Casas y en La carreta de René Marqués, entre otras. Durante la década de 1960, actuó en la película llamada El Jibarito sobre el famoso cantante y compositor puertorriqueño Rafael Hernández Marín, interpretando a su hermana, Victoria Hernández.
Su carrera como actriz y personalidad de televisión continuó y participó en Juan de Dios de 1969, así como en la telenovela de éxito internacional Tomiko de 1972 y en Mujeres sin hombres. También participó en algunos programas que eran conducidos por el chileno Enrique Maluenda y participó, como conductora, junto a Maluenda y su también actor puertorriqueño, Luis Daniel Rivera, en un programa de variedades llamado «Super Show Goya», el cual era patrocinado por Goya Foods.
En 1979, actuó junto a Johanna Rosaly en Vida. En 1988, participó en Andrea, que fue otro gran éxito entre las telenovelas puertorriqueñas. Continuó actuando en Natalia en 1992. Mientras tanto, estuvo en dos películas hechas para televisión de Vicente Castro, Coralito tiene dos maridos de 1999 y Promesa de Reyes de 2003.
Durante el 2013, el Instituto de Cultura Puertorriqueña dedicó su 49.º festival de cine a Font. Ese mismo año, participó en la película puertorriqueña Los condenados, donde actuó junto a Axel Anderson, entre otros.
Falleció en Guaynabo, Puerto Rico el 9 de febrero de 2022, a la edad de 92 años.